# Seyyed Abolqasem Kashaní
El ayatolá Seyyed Abolqasem Kashaní, conocido también como ayatolá Kashaní, fue un mochtahed, «referente de emulación» del islam chií duodecimano y presidente de la Asamblea Consultiva Nacional iraní que tuvo un papel destacado en el proceso de nacionalización del petróleo en Irán.

## Biografía

### Primeros años entre Irán e Irak
Nacido en Teherán en 1881, a la edad de quince años Seyyed Abolqasem Kashaní emigró a Nayaf para continuar sus estudios religiosos junto a su padre, notable mochtahed. La ocupación británica de Basora, Karbala y Nayaf, coetánea con la repartición de Irán en zonas de influencia entre Inglaterra y Rusia, marcó a Kashaní con una pronunciada posición antibritánica. Como buena parte del clero duodecimano, Kashaní se implicó en la lucha armada contra la ocupación hasta que entre 1920 y 1921 huyó para refugiarse de nuevo en Teherán, desde donde mantuvo su actividad contra el Imperio Británico Oriente Medio.

### Actividad política hasta laSegunda Guerra Mundial
Elegido diputado en la Asamblea Constituyente (en persa مجلس مؤسسان maŷles-e moassesán) de 1925, votó a favor del derrocamiento de la dinastía Qayar y la entronización del Pahlaví Reza Shah. Tras la deposición de este y su sustitución por Mohammad Reza Pahlaví por los Aliados, Kashaní comenzó a militar por la aplicación de la ley islámica, así como en contra de la secularización de la enseñanza y del acoso policial a las mujeres cubiertas y a los mulás con hábito religioso. En 1944, las fuerzas británicas de ocupación de Irán detuvieron a Kashaní, acusándolo de colaboración con Alemania. Fue liberado en septiembre de 1945 y detenido de nuevo durante once meses en Sabzevar en el verano de 1946, acusado de sedición y perturbación del orden público. 

### 1945-1951: Alianza con los Fedayines del Islam
Entre 1945 y 1951, Kashaní mantuvo una alianza con el joven islamista Navvab Safaví con vistas a la instauración de un estado islámico en Irán, lo que lo situó como referente de emulación indiscutido de su organización armada clandestina, los Fedayines del Islam, en la misma época en que estos asesinaron al historiador nacionalista y secularista Ahmad Kasraví. Con la partición de Palestina por la ONU, Kashaní y Safaví comenzaron además a militar a favor de los árabes y en contra de la política británica y de la formación del estado judío, convocando intensas manifestaciones contra el gobierno iraní, dependiente de los Aliados. Sin embargo, a partir de 1948 Kashaní comenzó a moderar su posición mediante alianzas con elementos como la Asociación de Muyahidines Musulmanes (مجمع مسلمانان مجاهد Maŷma-e Mosalmanán-e Moŷahed).
En 1948, Kashaní fue desterrado a Damasco y luego a Beirut tras producirse un intento de asesinato del shah. Aun desde el exilio, Kashaní desempeñó un papel de gran relevancia en la política iraní imponiendo a Safaví la alianza de los grupos islamistas con los nacionalistas del naciente Frente Nacional de Mohammad Mosaddeq en las elecciones parlamentarias de 1949, en el contexto de una concesión petrolera a la Anglo-Iranian Oil Company (el contrato Gass-Golshayan) que juzgaban inaceptable. Pocos días después de unas elecciones controvertidas y de la constitución del Frente Nacional, los Fedayines del Islam asesinaron al ex primer ministro Abdolhasán Hayir, antagonista político de Kashaní —de quien se rumoreó que estaba detrás del atentado—. El asesinato de Hayir provocó la anulación de las elecciones y en la nueva votación resultaron elegidos Mosaddeq, Kashaní y los candidatos aliados con ellos, conformando una poderosa minoría parlamentaria centrada en el proyecto de nacionalización del petróleo.
La detención de Kashaní en 1949 condujo a un deterioro de sus relaciones con el gran ayatolá Seyyed Hosein Boruyerdí, quien desdeñó la petición de los Fedayines del Islam de interceder por su liberación. Desde 1950, Kashaní inició una campaña religiosa contra el quietismo en política que incluía la infiltración organizada de las escuelas teológicas de Qom (howzé-ye elmié) para fortalecer frente a Boruyerdí al ayatolá Seyyed Mohammad Jansarí, aunque las maniobras de los Fedayines fracasaron al suscitar la cólera de los seguidores de Boruyerdí y Kashaní hubo de contentarse con un acuerdo informal de no beligerancia a su regreso a Irán en junio.
El 17 de junio de 1950, Mohammad Mosaddeq leyó un discurso de Kashaní ante el parlamento en que afirmaba la propiedad nacional del petróleo de Irán, se manifestaba contra el despotismo y rechazaba la legitimidad del proceso electoral por el que se había formado en 1948 la asamblea constituyente. Tanto el Frente Nacional como Kashaní se opusieron a la designación del teniente general Hayi Alí Razmará, acusándolo de llevar el país hacia la dictadura con apoyo extranjero. Miembros de los Fedayines del Islam y los Muyahidines Musulmanes llegaron a recibir a Razmará en el parlamento, con ocasión de su voto de investidura el 26 de junio de 1950, al grito de «muerte al dictador» y a despedirlo apedreando su coche oficial.
Los llamamientos a favor de la nacionalización del petróleo se incrementaron en el parlamento a partir de noviembre de 1950 y, el 12 de diciembre, los periódicos publicaron una fetua de Kashaní que dictaminaba «el deber religioso y patriótico del islámico pueblo de Irán» de reclamar la nacionalización, aunque el único líder religioso influyente que secundó la fetua fue el ayatolá Jansarí, entre manifestaciones organizadas por asociaciones afines a Kashaní.

### El movimiento por la nacionalización del petróleo
Tras el asesinato de Razmará por un miembro de los Fedayines del Islam el 7 de marzo de 1951, Kashaní se felicitó por su muerte, calificando el disparo como «el mejor y más útil golpe asestado al colonialismo y a los enemigos del islam», a la vez que indicaba a los Fedayines de manera pública que no eran necesarios más asesinatos políticos. Una semana más tarde, el parlamento iraní votó por unanimidad la nacionalización del petróleo. Sin embargo, el aumento en la popularidad de Kashaní y del Frente Nacional se acompañaron de un distanciamiento respecto al radicalismo de Navvab Safaví y los Fedayines del Islam, que amenazaban con nuevos derramamientos de sangre si no era liberado Jalil Tahmasbí —el asesino de Razmará—, lo que provocó una reacción airada por parte de Kashaní. Cuando Mosaddeq accedió a la jefatura del gabinete y se abstuvo de actuar en pro de la liberación de Tahmasbí, se recrudeció el enfrentamiento con los Fedayines, que comparaban a Kashaní con «las putas de París», mientras el campo de Kashaní los acusaba de falta de transparencia, de ladrones y de actuar conscientemente en beneficio de los intereses británicos.
Durante el auge de su autoridad política como aliado del primer ministro Mosaddeq, Kashaní cambió su posición respecto a la implementación de la moral islámica en asuntos como el consumo de bebidas alcohólicas, la difusión de música en las emisoras estatales, el asalariamiento de mujeres, el hiyab, los cines, teatros y cabarés, etc., anteponiéndole la prioridad de la nacionalización del petróleo, la liberación de Irán de la esfera de influencia británica, la mejora del nivel de vida «para todas las clases sociales», «la gratuidad de la educación y la sanidad, y la justicia social en todo el país», etc., y reiterando su apoyo pleno e incondicional a Mosaddeq.
Kashaní apoyó aún a Mosaddeq en la campaña electoral legislativa de diciembre de 1951 acusando a sus detractores de ser «obedientes esclavos de la embajada británica» y convocando multitudinarias manifestaciones en Teherán en defensa del primer ministro. Siguió apoyándolo cuando, en julio, Mosaddeq dimitió ante la negativa del shah a que asumiera el ministerio de Defensa, y llamó a los iraníes a la yihad contra el gobierno del sustituto de Mosaddeq, Ahmad Qavam. El 20 de julio de 1952 (30 de tir de 1331 en el calendario persa), tras cuatro días de manifestaciones y numerosos muertos en la represión de las mismas, la radio de Teherán anunció la dimisión de Qavam. 

### Triunfo político y ruptura con Mosaddeq
Tras la caída de Qavam comenzó a resquebrajarse la alianza entre Mosaddeq —reintegrado como primer ministro— y Kashaní —investido presidente de la Asamblea—, al competir ambos por el liderazgo. Kashaní criticó en noviembre de 1952 la ley de seguridad social (امنیت اجتماعی, amniat-e eŷtemaí) cuyo diseño no había sido consultado con él; en diciembre, Kashaní rechazó por «dictatorial» la extensión por un año de los poderes excepcionales de Mosaddeq, lo que condujo a manifestaciones multitudinarias a favor de Mosaddeq y a su aceptación por la inmensa mayoría del parlamento. Las designaciones realizadas por Mosaddeq menoscababan la influencia de Kashaní.
Desde el 27 de febrero de 1953, Kashaní comenzó a actuar directamente en contra de Mosaddeq con vistas a apartarlo del poder, publicando dos cartas en que se pedía al shah que renunciara a su decisión de abandonar Irán y emitiendo una fetua para movilizar al pueblo y a los comerciantes del bazar en contra de esa partida. Shaabán Yaafarí, matón conocido como Shaabán-e Bimoj («Shaabán el descerebrado»), se ocupó de hacer cerrar las tiendas y organizar tumultos, aprovechados para acusar a Mosaddeq de buscar acabar la monarquía constitucional, derrocar al shah, desterrar a los ulemas y destruir el ejército. 
Desde la primavera, los círculos diplomáticos estadounidenses y británicos, cuyos intereses se veían seriamente comprometidos por la nacionalización del petróleo iraní, buscaron un posible sustituto para Mosaddeq y estudiaron la posibilidad de potenciar a Kashaní, lo que desecharon a finales de marzo en beneficio del general Fazlollah Zahedí, que contaba con el apoyo de Kashaní. 
En abril, el general Mahmud Afshartús —jefe de policía fiel a Mosaddeq— fue secuestrado y asesinado, y algunos de los implicados reconocieron vínculos con Kashaní, que por otro lado impidió el interrogatorio del general Zahedí quien, bajo su protección, prosiguió actividades contra Mosaddeq en colaboración con los servicios secretos estadounidenses. Por otro lado, la oposición a Mosaddeq con el argumento de que era una marioneta en manos de los ateos bolcheviques acercó a Kashaní al shah en el anticomunismo.
El 19 de agosto, tras la detención del general Nasirí y la huida de Irán del shah, dos agentes de la CIA trataron de contactar con Kashaní a través de su aliado Ahmad Aramesh para hacerle llegar 10.000 dólares destinados a la organización de manifestaciones contra Mosaddeq, y ese mismo día (28 de mordad de 1332) triunfó la Operación Ajax de golpe contra el primer ministro iraní, cuya destitución anunció por la radio el hijo del ayatolá Kashaní, Mostafá Kashaní. El ayatolá Kashaní se reunió para tratar de la nueva situación con el general Zahedí, sustituto de Mosaddeq, dos días después del golpe. 

### Tras Mosaddeq
La caída de Mosaddeq y del proyecto anticolonial, antiimperialista y nacionalizador del petróleo, con la instauración de un gobierno autocrático, minó la base social del ayatolá Kashaní, arrestado en enero de 1956 en relación con el asesinato del general Razmará por los mismos que había contribuido a alzar al poder. Kashaní fue liberado en marzo, en parte gracias a la mediación del gran ayatolá Boruyerdí. Aun manifestándose en contra del nuevo poder, que consideraba al servicio del imperialismo británico, Kashaní siguió responsabilizando de la situación a Mosaddeq hasta su muerte en 1962.